# クリスティアン・ツェラー
クリスティアン・ツェラー（ドイツ語: Christian Zeller, 1822年6月24日 - 1899年5月31日）はドイツの数学者。
西暦の年月日から曜日を求めるツェラーの公式の考案者。

## 生涯
ゴットロープ・ツェラーとクリスティアナ・フリードリケ・モーザーの子として生まれた。
もともと数学、地理学、神学の教育を受けていたツェラーは、1874年にマルクグレーニンゲンの神学校と女子孤児院の院長となった。
1882年にフランス数学協会の会員となった。
翌年の1883年3月16日、彼は合同関係についての短い論文（ツェラーの公式）を発表し、協会の機関誌に掲載された。
後にフリードリヒ勲章一等とヴュルテンベルク騎士十字章を授与された。
1898年に引退し、翌年の夏に亡くなった。

## 業績

### 暦の計算について
これら4つの類似した論文は、それぞれユリウス暦とグレゴリオ暦における曜日（ツェラーの公式参照）と復活祭の日曜日の日付（コンプトゥス参照）について扱っている。
- Zeller, Christian (1882) (ドイツ語), Die Grundaufgaben der Kalenderrechnung auf neue und vereinfachte Weise gelöst, V, Württembergische Vierteljahrshefte für Landesgeschichte, pp. 313-314, doi:10.53458/wvjh.v5i.14389
- Zeller, Christian (1883) (ラテン語), Problema duplex Calendarii fundamentale, 11, Bulletin de la Société Mathématique de France, pp. 59-61, doi:10.24033/bsmf.254
- Zeller, Christian (1885) (ドイツ語), Kalender-Formeln, 1, Mathematisch-naturwissenschaftliche Mitteilungen des mathematisch-naturwissenschaftlichen Vereins in Württemberg, pp. 54-58
- Zeller, Christian (1886/1887 エラー: 日付が正しく記入されていません。（説明）) (ドイツ語), Kalender-Formeln, 9, Acta Mathematica, pp. 131-136, doi:10.1007/BF02406733

また、参考カード「暦の計算のすべて(ドイツ語: Das Ganze der Kalender-Rechnung)」も作成した。

### 数論について
数論を参照。
- Ein neuer Beweis des Reziprozitäts-Theorems, Berlin 1872
- De numeris Bernoulli eorumque compositione ex numeris integris et reciprocis primis, Paris 1881
- Zu Eulers Rekursionsformel für die Divisorensummen, Stockholm 1884